# William Ralph Maxon
William Ralph Maxon (* 27 de febrero de 1877, Oneida, Nueva York - 25 de febrero de 1948, ??) fue un botánico, y pteridólogo estadounidense. Se graduó en la Syracuse University con un Ph.B. en 1898, y luego realizó un postdoctorado por un año en la Columbia University, sobre helechos con Lucien M. Underwood. En 1899, aceptó un cargo en el Museo de Historia Natural de Estados Unidos, que era una parte del Smithsonian Institution; permaneciendo en el Museo durante toda su carrera. En 1899, se convirtió en un ayudante con la División de Plantas. Y fue nombrado asistente curador en 1905, asociado curador en 1914, y curador de esa División en 1937. Se retiró en 1946, aunque continuó asociado con el Museo hasta su deceso en 1948.
Alan Bain había escrito que,

"Maxon se especializó en estudios taxonómicos de Pteridófitas, especialmente las de América tropical, y fue considerado como uno de los principales pteridólogos sistemáticos de su tiempo. Construyó la colección de helechos del Herbario Nacional de Estados Unidos de relativa significancia, en de los mejores en cantidad y calidad en el hemisferio occidental."

 Entre 1903 a 1926 emprendió nueve expediciones importantes en América tropical; y trabajó en herbarios europeos de 1928 a 1930. Se desempeñó en varias ocasiones como presidente de la "Sociedad Estadounidense de Helechos", y editor jefe de su Revista, de 1933 hasta su deceso.

## Algunas publicaciones
- 1911. A Remarkable new fern from Panam. Ed. Smithsonian Institution. 5 pp.
- 1912. Three new club-mosses from Panama. 4 pp.
- 1924. Report upon a collection of ferns from Tahiti

### Libros
- 1901. A list of the ferns and fern allies of North America north of Mexico. 33 pp. Con numerosas ediciones, como la de Kessinger Publishing en 2009, 40 pp. ISBN 1-120-12181-7
- 1903. A new spleenwort from China. Ed. Smithsonian institution. 411 pp.
- 1908. Studies of tropical American ferns, N.º 1-7, Volumen 10, Parte 7 de Contributions from the United States National Herbarium. Ed. Govt. print. off. vii + 31 pp.
- lucien marcus Underwood, ralph curtiss Benedict, william r. Maxon. 1909. Ophioglossales-Filicales: Ophioglossaceae. Volumen 16, Parte 1 de North American flora. Ed. New York Botanical Garden. 88 pp.
- 1920. New selaginellas from the western United States: (with six plates). Volumen 75 de Smithsonian miscellaneous collections. 10 pp.
- 1927. Pteridophyta of Porto Rico and the Virgin Islands. Ed. Academy of Sciences. 149 pp.
- --------, ellsworth paine Killip, sidney fay Blake, emery c. Leonard. 1935. Natural history of Plummers Island, Maryland. Ed. Biological Society of Washington. 23 pp.

## Honores
- Doctor honorario en Ciencias de la Universidad de Siracusa, en 1922
- Electo Miembro de la American Association for the Advancement of Science, y de la American Academy of Arts and Sciences.[1]

### Epónimos
- (Dryopteridaceae) Maxonia C.Chr.[3]

- La abreviatura «Maxon» se emplea para indicar a William Ralph Maxon como autoridad en la descripción y clasificación científica de los vegetales.[4]